# Đèn huỳnh quang

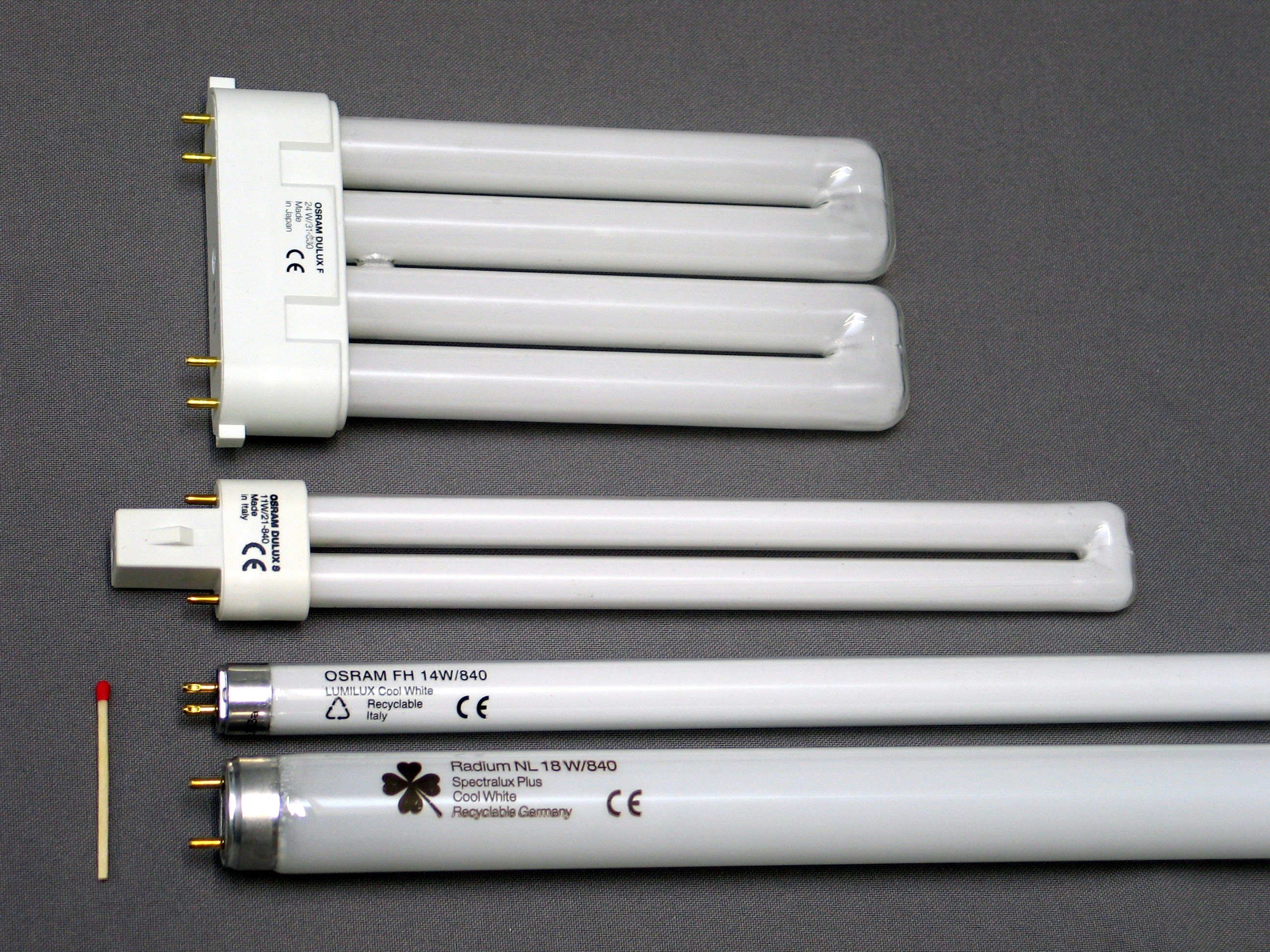
Đèn huỳnh quang dạng thu nhỏ loại mới và dạng ống dài loại cũ

Đèn huỳnh quang hay gọi đơn giản là đèn tuýp (hay đèn ống) gồm điện cực (wolfram) và vỏ đèn phủ một lớp bột huỳnh quang (hợp chất chủ yếu là phosphorus). Ngoài ra, người ta còn bơm vào đèn một ít hơi thủy ngân và khí hiếm (neon, argon...) để làm tăng độ bền của điện cực và tạo ánh sáng màu.
Cấu tạo gồm:
- Ống thủy tinh: chiều dài 0,3m-2,4m, mặt trong phủ lớp bột huỳnh quang, chứa hơi thủy ngân và khí trơ (neon, argon,...)

- Điện cực: làm bằng dây wolfram, có dạng lò xo xoắn, nối ra ngoài qua chân đèn.

Đặc điểm của đèn ống huỳnh quang: hiện tượng nhấp nháy, hiệu suất phát quang cao hơn đèn sợi đốt, tuổi thọ: 8000 giờ, cần mồi phóng điện.
Số liệu kĩ thuật: 127V, 220V
Nguyên lí làm việc: Khi đóng điện, hiện tượng phóng điện giữa hai điện cực làm phát ra tia tử ngoại (tia cực tím). Tia tử ngoại tác dụng vào lớp bột huỳnh quang làm đèn phát sáng. Ngoài ra, để giúp cho hiện tượng phóng điện xảy ra, người ta  phải lắp thêm chấn lưu (tăng phô) và tắc te (chuột bàn).
Do ít tỏa nhiệt ra môi trường nên đèn huỳnh quang sẽ cho hiệu suất phát sáng cao hơn nhiều so với đèn sợi đốt và lại có tuổi thọ cao hơn. Bình quân, dùng đèn huỳnh quang tiết kiệm hơn đèn sợi đốt 8 đến 10 lần. Hiện nay, ngoài thị trường xuất hiện đèn huỳnh quang thu nhỏ (còn gọi là đèn compact). Nó cũng rất giống với đèn huỳnh quang nhưng hiệu suất phát quang cao hơn và tiết kiệm điện năng tốt hơn.

## Lịch sử
Sự phát quang của một số loại đá cũng như từ một số chất khác đã có từ rất lâu trước khi bản chất của nó được con người hiểu rõ. Vào giữa thế kỷ 19, những người làm thí nghiệm đã quan sát được tia sáng bắt nguồn từ bình thủy tinh được hút chân không có một dòng điện chạy qua. Một trong những người đầu tiên giải thích hiện tượng này, ngài George Stokes đến từ đại học Cambridge, đã đặt tên cho hiện tượng này là "huỳnh quang" theo tên của Fluorite, một loại khoáng chất mà nhiều mẫu thử phát sáng rất mạnh vì có lẫn tạp chất. Hai nhà khoa học người Anh là Michael Faraday vào những năm 1840 và James Clerk Maxwell vào những năm 1860 đã giải thích hiện tượng này dựa vào bản chất của dòng điện và ánh sáng.
Heinrich Geissler, một thợ thổi thủy tinh người Đức, là người đầu tiên phát minh ra đèn phóng khí - ống Geissler, cấu tạo bao gồm một ống thủy tinh được hút chân không một phần với điện cực bằng kim loại ở 2 đầu ống. Khi có một điện thế cao được đặt lên 2 điện cực, bên trong ống phát sáng. Bằng cách đặt vào bên trong những chất hóa học khác, ống có thể tạo ra nhiều loại màu sắc.
Thomas Edison đã phát minh ra đèn huỳnh quang vào năm 1896 sử dụng một lớp phủ wolfram calci như là chất phát sáng, bị kích thích bởi tia X, dù cho nhận được bằng sáng chế vào năm 1907 nhưng nó không được đưa vào sản xuất. Một trong những nhân viên của Edison đã tạo ra đèn phóng khí và được thương mại hóa thành công. Năm 1895 Daniel McFarlan Moore chứng minh những chiếc đèn dài 2 đến 3m sử dụng CO2 hoặc Nitơ để phát ra ánh sáng hồng hoặc trắng. Chúng phức tạp hơn đèn sợi đốt, yêu cầu một nguồn điện áp cao và một hệ thống điều chỉnh áp suất cho khí.
Cùng thời điểm lúc Moore đang phát triển hệ thống chiếu sáng, Peter Cooper Hewitt đã phát minh ra đèn hơi thủy ngân, được cấp bằng sáng chế vào năm 1901. Đèn của Hewitt phát sáng khi một dòng điện chạy qua hơi thủy ngân ở áp suất thấp. Không giống như đèn Moore, Đèn Hewitt được sản xuất với những kích cỡ tiêu chuẩn và hoạt động ở điện áp thất. Đèn hơi thủy ngân vượt trội hơn so với đèn sợi đốt trước đó về hiệu quả năng lượng, tuy nhiên ánh sáng xanh lam do nó tạo ra là một hạn chế đáng kể. Tuy nhiên, nó được sử dụng trong chụp ánh và trong một số quy trình công nghiệp khác.